# Hans Buzek
Pour les articles homonymes, voir Buzek.
Johann Buzek, plus connu sous le nom de Hans Buzek, est un joueur de football international autrichien, né le 22 mai 1938 à Vienne, à l'époque en Allemagne et aujourd'hui en Autriche.  Il évoluait au poste d'attaquant.

## Biographie

### Carrière en club
Au cours de sa carrière en club, il remporte un championnat d'Autriche et deux Coupes d'Autriche.
Avec l'équipe de l'Austria Vienne, il joue trois matchs en Coupe d'Europe des clubs champions lors de la saison 1963-1964. Lors de la compétition, il inscrit un but face au club polonais du Górnik Zabrze.
Il est le meilleur buteur du championnat autrichien lors de la saison 1955-1956, avec 33 buts inscrits.

### Carrière en sélection
Avec l'équipe d'Autriche, il joue 43 matchs (pour 9 buts inscrits) entre 1955 et 1969. 
Il joue son premier match en équipe nationale le 30 octobre 1955 contre la Yougoslavie et son dernier le 23 avril 1969 contre l'équipe d'Israël. Il inscrit un doublé le 14 avril 1957 lors d'une rencontre face à la Suisse comptant pour la Coupe internationale européenne. Il porte à deux reprises le brassard de capitaine.
Il figure dans le groupe des sélectionnés lors de la Coupe du monde de 1958. Lors du mondial organisé en Suède, il joue trois matchs : contre le Brésil, l'Union soviétique, et enfin l'Angleterre.

## Palmarès
| First Vienna - Championnat d'Autriche (1) : - Champion : 1954-55. - Meilleur buteur : 1955-56 (33 buts). - Coupe d'Autriche : - Finaliste : 1960-61. |  | Austria Vienne - Coupe d'Autriche (1) : - Vainqueur : 1966-67. - Finaliste : 1963-64. |

| Wiener Sport-Club - Coupe d'Autriche : - Finaliste : 1967-68. |  | Rapid Vienne - Coupe d'Autriche (1) : - Vainqueur : 1971-72. - Finaliste : 1970-71. |